# Jungermannia linguifolia
Jungermannia linguifolia là một loài Rêu trong họ Jungermanniaceae. Loài này được Gottsche mô tả khoa học đầu tiên năm 1863.